# Yamina Bachir
Yamina Bachir (sinh ngày 20 tháng 3 năm 1954) là một đạo diễn và nhà biên kịch phim người Algérie. Bộ phim Rachida của bà đã được chiếu trong phần Un Sure Regard tại Liên hoan phim Cannes 2002. Theo Roy Armes, Rachida là "tính năng 35mm đầu tiên được đạo diễn bởi một phụ nữ Algérie ở Algeria". Bộ phim chủ yếu được tài trợ bởi các công ty tài trợ của Pháp và châu Âu. Nó được phổ biến ở Algérie và được phân phối quốc tế tại Pháp.

## Sự nghiệp và cuộc sống cá nhân
Bachir theo học trường Điện ảnh Quốc gia nơi cô học biên tập. Bà được biết đến nhiều nhất với tác phẩm Rachida, mất năm năm để sản xuất. Rachida là bộ phim Algérie duy nhất được chiếu cho giải thưởng Un Sure Regard.
Bachir kết hôn với đồng đạo diễn người Algérie Mohammed Chouikh. Bà có một con trai và ba con gái. Trong thập kỷ đen, Bachir-Chouikh ở lại Algérie, nơi bà làm biên tập viên phim cho các bộ phim của chồng.

## Đóng phim
- Sandstorm (1982)
- Rachida (2002)